# Тараева, Галина Рубеновна
Галина Рубеновна Тараева  (род. 1945) — музыковед. Доктор искусствоведения, профессор Ростовской государственной консерватории. Член Союза композитов СССР (1981), России.

## Биография
Галина Рубеновна Тараева родилась в 1945 году. В 1963 году окончила Ростовское музыкальное училище. В 1968 году — Московскую государственную консерваторию имени П. И. Чайковского по классу профессора И. В. Нестьева.
В 1975 году проходила обучение в аспирантуре ВНИИ искусствознания, после чего прошла стажировку в Институте музыкознания Варшавского университета. В Польше ее научным руководителем был профессор З. Лисса. В 1977 году Галина Рубеновна защитила кандидатскую диссертацию, связанную с польской музыкой. В 2013 году защитила в Ростовской консерватории докторскую диссертацию на тему: «Семантика музыкального языка: конвенции, традиции, интерпретации». Получила звание доктора искусствоведения.
В настоящее время работает в Ростовской государственной консерватории имени С. В. Рахманинова. С 1968 года — преподаватель кафедры теории музыки и композиции. В 1976—1985 годах работала заведующей кафедрой теории музыки и композиции консерватории. Под её научным руководством было защищено 14 кандидатских диссертаций. Из числа ее учеников восемь работают в Ростовской консерватории им. С. В. Рахманинова: Е. Ю. Гасич, И. П. Дабаева, Н. М. Диденко, Ю. Г. Кинус, А. В. Крылова, Н. В. Чаленко, В. Г. Коваленко, И. М. Шабунова.
С 1981 по 1985 и с 2000 по 2002 год работала проректором по научной работе Ростовской государственной консерватории. С 1990 по 1992 год  была депутатом Городского Совета, заместитетелм мэра по образованию и культуре. В 1990-е годы возглавляла киноконцертное агентство. Вела мастер-классы в разных городах России: Петрозаводск, Петербург, Краснодар и др.
Область научных интересов: теория музыкальной семантики, компьютерные средства обучения.